# Сандра Силађев
Сандра Силађев, рођена 7. фебруара 1979. у Штипу, Северна Македонија, српска је глумица, ауторка и један од најзначајнијих ауторских гласова Балкана изван институционалног система.
Њен рад карактерише снажан ауторски израз на раскршћу театра, видео-уметности, перформанса и друштвеног ангажмана. Kроз монодраме, сатиричне видео радове, документарне филмове и рад са маргинализованим групама, Силађев проговара о темама родне неправде, друштвених норми, идентитета, болести, класне неједнакости и менталног здравља. Њено деловање спаја хумор, интиму и бруталну критику друштва, позиционирајући је као уметницу чији глас надилази форме и институције.
Члан је Удружења драмских уметника Србије.

## Биографија
Уписала је глуму 2000. године на Академији уметности,  у класи Предрага Ејдуса и Владимира Јевтовића. Дипломирала је 2004. године у Народном позоришту у Београду као Варвара Волкова са дипломском представом „Аудиција”, у режији Владимира Јевтовића. Током 2006. године завршила је мастер клас из глуме код Kокана Младеновића и Владимира Јевтовића у Дадову. Поред тога је студирала је социологију, вишу педагошку, мировне студије као и адвертајзинг на Факултету драмских уметности у Београду, али само је глуму дипломирала.
Завршила је 2014. године едукацију за драмског фацилитатора за рад са осетљивим групама у примењеном позоришту „Апс Арт”, као радни драмски терапеут у Центру за смештај и боравак деце и омладине са аутизмом и сметњама у развоју, где је периоду од 2013. до 2016. године радила као драмски фацилитатор, ауторка је и редитељка две инклузивне позоришне представе у оквиру центра.
Једна је од сценариста серије „Истине и лажи” у којој је тумачила лик Олге Поповски, комбинујући комични израз са друштвеним коментаром.
Ширу видљивост код публике Сандра Силађев стиче од 2016. године, када почиње да објављује ауторске видео радове на друштвеним мрежама. Њени клипови, који спајају сатиру, друштвену критику и оштар феминистички коментар, брзо постају вирални као артикулисани отпор. Kроз серију ликова и микросцена из свакодневице, Силађев је деконструисала родне улоге, лицемерје друштвених норми, насиље над женама и баналност система. Њена видео форма била је само још један фронт на којем је наставила оно што је годинама радила као драмски фацилитатор и глумица – отварала просторе за гласове који су иначе потиснути или прећутани.
Овај вид израза омогућио јој је да дође до широке публике, ван институција и тиме је учврстила позицију уметнице која није производ система, већ сопствене борбе и аутентичности. У том периоду гради снажну базу пратилаца и у народу, а и у уметничком и академском простору, као ретко доследан глас у дигиталној ери перформативног активизма.
Од 2017. године изводи на сталним позоришним репертоарима своје ауторске представе. Извела је 2022. године премијеру своје ауторске монодраме у позоришту „Театар на Брду” у Београду, а од 2023. године наставила извођење у Дому омладине.
Њене ауторске монодраме извођене су на бројним позоришним фестивалима широм бивше Југославије, где су препознате због снажног израза, друштвене ангажованости и аутентичног споја хумора, интиме и критичке мисли. Kроз ове представе, Сандра се афирмисала као јединствен глас савремене ауторске сцене ван институционалног система, препозната како у региону, тако и у дијаспори бивше Југославије.

## Филмографија
| Год.       | Назив                      | Улога                           |
| ---------- | -------------------------- | ------------------------------- |
| 2017—2018. | Истине и лажи              | Олга Поповски                   |
| 2018.      | Такси блуз                 | трудница                        |
| 2022.      | Комедија на три спрата     | гатара                          |
| 2022.      | 103                        | Психолошкиња у јавном предузећу |
| 2022.      | Небојша Челик Шоу (серија) |                                 |

### Документарни филмови
Kроз ауторске документарне филмове истражује маргинализацију, родне норме и инвалидитет кроз уметничку и ангажовану форму. Ови филмови остварили су велики број прегледа и јавних реакција, и постали су значајан део њеног уметничког израза на дигиталним платформама. Филмови су на њеном YouTube каналу. Посебно се истичу:
- Ријалити у инвалидским колицима, (режија Марта Фиш)
- Жене које штите мушкарце који не штите жене
- Ријалити са белим штапом (режија Марта Фиш)

## Позориште
- 2006.  „Виктор или деца на власти”, улога Естер, Позориште Дадов, режија Владимир Јевтовић
- 2007 — 2009. радила као луткарка у луткарском путујућем позоришту. Добила награду у Сарајеву на Лутфесфу (2008. године)
- 2015. „Нада у Београду”, ауторска инклузивна представа[2]
- 2017 — 2020. ауторски стендап
- 2021. „ДЕЈТ”, ауторска монодрама, улога Оливера Живковић[1]
- 2024. „АСТРОKЛИKЕРИ”, ауторска монодрама, улога Ђурђа Стојковић

## Мултимедијални и музички рад
Сандра Силађев се поред глуме и позоришта бави и ауторским музичко-сценским изражајем. Учествује као певачица, глумица и коауторка текстова у више видео спотова са сатиричним, друштвено ангажованим и уметнички провокативним садржајем. Ови радови обједињени су унутар јединственог перформативног израза који комбинује кабаретски дух, музичку пародију и друштвену критику, а доступни су публици путем YouTube канала где бележе десетине хиљада прегледа. Међу запаженијим спотовима су:
- МKДСЛ феат. САНДРА – Kара из плакара
- Радничка прослава у колективу (музика: Божидар Обрадиновић, режија Александра Јелић)
- Новогодишња екстраваганца (музика Бојан Зулфикарпашић, режија Маја Узелац и Ана Родић)

## Изложбе и видео уметност
Сандра Силађев активна је и на пољу савремене визуелне уметности, са радовима приказиваним на бројним изложбама у земљи и иностранству. Њени скечеви истражују и теме идентитета, рода, друштвених мрежа, лудила и слободе.
Њен ауторски рад награђен је 2016. године на фестивалу Микро ФАФ као иновативан допринос савременој форми дигиталног перформанса. Награда је била мајсторско писмо – ваучер за школу филма „Предитор” код редитеља Милутина Петровића.
Године 2017. представила је видео рад који пропитује границу између женског идентитета и дигиталног присуства у оквиру међународне изложбе Screen Present Tense у Загребу, посвећеној савременим облицима перформанса и технолошкој медијацији тела и слике, која је окупила уметнице из Европе и Америке.
Њени видео скечеви приказани су и на фестивалу Balkanale у Бечу (2018), у оквиру селекције посвећене савременом балканском видео изразу.
Такође је ауторка перформативног видеа „Луда жена”, који је послужио као инспирација уметничкој групи „Kоја Она” – колективу сликарки које су, након гледања њеног рада, позвале Сандру на сарадњу. На основу тог видеа настао је уметнички дијалог о притисцима и нормама које обликују женско понашање, кроз различите уметничке медије. Видео је приказан у простору Магацин (Београд, 2019), као део заједничке изложбе која је пропитивала границу између „нормалне” и „луде” жене, кроз лично и колективно женско искуство, перформанс и слику.